# El cavaller de la mà al pit
El cavaller de la mà al pit, també conegut com a El jurament del cavaller és un dels quadres més famosos d'El Greco. És una pintura a l'oli pintada entre els anys; 1578 i 1580 a Toledo i que actualment s'exhibeix al Museu del Prado de Madrid. Consta amb el número 145 en el catàleg raonat d'obres d'El Greco, realitzat per Harold Wethey, professor i historiador de l'art, especialitzat en aquest pintor.

## Tema de l'obra
No hi ha cap certesa sobre la identitat del cavaller retratat. Hom havia suggerit que podia ser un autoretrat, i que el gest de la mà fos una mena de vindicació del propi pintor cretenc. Altres hipòtesis l'identifiquen amb Miguel de Cervantes o bé amb Antonio Pérez, secretari de Felip II. Força més versemblant es la identificació amb Juan de Silva y Rivera, tercer Marquès de Montemayor, contemporani d'El Greco, que va ésser nomenat per Felipe II alcaid o cap militar de l'Alcàsser de Toledo i Notario mayor del reino de Toledo, un càrrec que justificaría el posat solemne de la mà, en acció de jurament.

## Anàlisi de l'obra
Oli sobre llenç; 81,8 x 65,8 cm.; Museu del Prado, Madrid.
Restes d'una signatura (apòcrifa?) amb lletres gregues majúscules, al costat dret: ΔΟΜHΝΙΚΟΣ ΘΕΟΤΟΚOΠΟYΛΟΣ EΠΟIΕΙ. Cal remarcar que, si la signatura fos autèntica, seria l'únic retrat conegut de l'etapa espanyola d'El Greco signat amb lletres majúscules.
En una restauració relativament recent que se'n va fer, es va descobrir que el fons no era negre sinó gris clar, fet que remarca la figura, a més d'una llum exterior que il·lumina la cara del personatge retratat. Igualment, es va posar en evidència els rics matisos en la vestidura fosca, fet que confirma la influència de l'escola veneciana.
Segons Francisco Márquez Villanueva, la posició de la mà dreta és la de rebre la fe de cavaller, i la presència de l'espasa pot referir-se també al mateix ritual. L'estil d'aquesta obra i el fet que estigui signada amb lletres majúscules, indiquen que és una obra de l'inici de l'etapa espanyola d'El Greco, i segurament és el primer retrat que va realitzar a Espanya. Tot i que Diego Angulo pensa que el braç esquerre està amputat, en una fotografía antiga es veia més clarament aquest membre, i també la signatura del pintor estava molt més clara que en l'actualitat.
El gest de la mà sobre el pit sembla haver estat força comú en l'època, ja fos com un jurament sobre el propi honor, o com un gest d'afectada elegància. Amb aquest llenç El Greco va fixar el tipus de retrat que va realitzar diverses vegades en anys posteriors: un personatge de mig cos o de bust, vestit amb colors foscos de sòbria elegància, sobre un fons obscur, i amb la llum i l'expressivitat concentrades al rostre i a les mans. És un tipus de retrat dens, auster, de gran refinament espiritual, tot i que amb un cert aire d'afectació i de distanciament.
Segons Gregorio Marañón, el lleuger allargament del rostre i de la mà del cavaller contribueix substancialment a donar-li aquest aire de d'elegància i de misteri. Sense aquestes petites però magistrals correccions realitzades per El Greco, segurament el personatge deixaria de semblar un heroi, i esdevindria el que probablement va ser: un simple funcionari de la Monarquia.